# Harry Dresden
Harry Blackstone Copperfield Dresden is een fictief detective en tovenaar. Hij werd gecreëerd door Jim Butcher en is het hoofdpersonage in de bekende fantasy-serie The Dresden Files. De serie combineert magie met detective fictie. Naast de twaalf delen in de Dresden Files verscheen Harry Dresden ook in enkele korte verhalen en verschillende ongepubliceerde werken. Hij kwam ook voor in enkele strips.

## De Dresden Files
- 2000 - Storm Front - Vertaald als Stormnacht
- 2001 - Fool Moon - Vertaald als Wolvenjacht
- 2001 - Grave Peril - Vertaald als Doodsnood
- 2002 - Summer Knight
- 2003 - Death Masks
- 2004 - Blood Rites
- 2006 - Dead Beat
- 2007 - Proven Guilty
- 2008 - White Night
- 2009 - Small Favor
- 2010 - Turn Coat
- 2011 - Changes
- 2012 - Ghost Story
- 2014 - Skin Game